# Yvan Littolff
Pour les articles homonymes, voir Litolff.
Yvan Littolff, né le 8 janvier 1915 à Cornimont (Vosges) et mort le 6 janvier 1991 à Marseille, est un pilote d'essais français.

## Biographie
Yvan Littolff est un des trois pilotes d'essais des avions Leduc. Il effectue 163 largages.
Il a un grave accident le 25 juillet 1952 (accrochage avec l'avion porteur) et, après de longs mois d'hospitalisation, il reprend ses fonctions en juin 1953 jusqu'à la fin du programme en 1958. Il poursuit son activité de pilote d'essais, jusqu'à sa semi-retraite en 1964, après 7000 heures de vol.
Il a aussi été  expert en aéronautique auprès d'un cabinet d'assurances.
Son frère, Albert Littolff, était capitaine pilote de chasse.